# Emily Bridges
Emily Bridges (* 2001 in Wales) ist eine englische Radrennfahrerin. Sie wurde international  durch ihren Ausschluss vom Frauenrennen der UCI 2022 als trans Frau bekannt.

## Karriere und Leben
Bridges ist eine Radsportlerin, die 2018 vor ihrer Transition den nationalen Rekord für männliche Junioren über 25 Meilen aufstellte, bevor sie 2019 Teil der British Cycling Senior Academy wurde. Sie outete sich 2020 als transgeschlechtlich und sagte in einem Instagram-Post, dass sie ihr wahres Ich viel zu lange versteckt habe und es sich so unglaublich anfühlte, völlig frei zu sein.
Juni 2022 war sie auf dem Cover des Diva-Magazins zu sehen und im August 2023 in der British Vogue, die sie unterstützten und ihr mit den Artikeln große Sichtbarkeit verschafften.

## Ausschluss 2022
Im Juli 2023 gab die UCI bekannt, dass trans Frauen nicht mehr an Frauenrennen teilnehmen dürfen. Stattdessen wurde die Kategorie Männer in Männer/Offen umbenannt, und in dieser sollen trans Frauen antreten. Dies hatte von verschiedenen Seiten Vorwürfe der Transfeindlichkeit zur Folge, die lauteste Stimme darunter war Emily Bridges.